# James Brown (sénateur)
Pour les articles homonymes, voir Brown et James Brown (homonymie).
James Brown, 11 septembre 1766 - 7 avril 1835, est un avocat, sénateur de Louisiane et Ambassadeur des États-Unis en France. Il est le frère de John Brown, le cousin de John Breckinridge, James Breckinridge (en) et Francis Preston (en), beau-frère de Henry Clay et Nathaniel G. S. Hart (en), oncle de James Brown Clay (en), Henry Clay, Jr. (en), John Morrison Clay (en), grand-oncle de Benjamin Gratz Brown et cousin par alliance de Thomas Hart Benton.

## Jeunesse et formation
Né près de Staunton en Virginie, Brown fréquente le Washington College (plus tard Washington and Lee University) à Lexington et le Collège de William et Mary à Williamsburg. Il étudie le droit, est admis au barreau et commence une pratique à Frankfort dans le Kentucky.
Brown commande une compagnie de tireurs d'élite lors d'une expédition contre les Indiens en 1789. Sa femme est Ann « Nancy » Hart, sœur de Lucretia Hart Clay, l'épouse de Henry Clay.

## Carrière
Brown sert comme secrétaire du gouverneur de Virginie en 1792. Le 5 juin 1792, Isaac Shelby, premier gouverneur du Kentucky, nomme Brown Secrétaire d'État du Kentucky (en), poste dans lequel il est confirmé par le Sénat du Kentucky et qu'il occupe jusqu'au 13 octobre 1796. Peu de temps après le transfert territorial conformément à la vente de la Louisiane, Brown déménage à La Nouvelle-Orléans où il est nommé secrétaire du Territoire d'Orléans en 1804. Il sert du 1er octobre au 11 décembre de cette année-là, quand il devient procureur de district des États-Unis pour le territoire.
Brown est l'un des plus riches propriétaires d'esclaves (en) de la Côte des Allemands, où son importante plantation produit du sucre au moyen du travail forcé.
En janvier 1811, quelques esclaves des plantations de James Brown rejoignent la révolte de La Nouvelle-Orléans, y compris le fameux Kook, l'un des chefs de l'insurrection. Il s'agit de la plus grande révolte d'esclaves dans l'histoire des États-Unis mais elle est de courte durée et les insurgés ne tuent que deux hommes blancs. À la suite de la confrontation avec la milice et les exécutions après jugements des tribunaux, quatre-vingt-cinq Noirs sont tués. Certains de ces hommes étaient de Haïti, amenés en Louisiane espagnole plusieurs années auparavant par des réfugiés français, ainsi que des gens de couleur réfugiés
de la violence et des ravages de la révolution haïtienne. Les autres venaient d'Afrique.
Brown est élu en tant que Democratic Republican au Sénat des États-Unis le 1er décembre 1812, pour combler la vacance provoquée par la démission de Jean-Noël d’Estrehan et sert du 5 février 1813 au 3 mars 1817. Brown est élu membre de l'American Antiquarian Society en 1814. Il est candidat malheureux à la réélection pourtant est de nouveau élu au Sénat des États-Unis en 1819, comme Républicain Clay Adams. Il sert du 4 mars 1819 jusqu'à sa démission le 10 décembre 1823. Durant son mandat, Brown est président de la commission des relations extérieures (seizième Congrès).
Brown est nommé Ambassadeur des États-Unis en France, poste qu'il occupe de 1823 à 1829. De retour aux États-Unis, il s'installe à Philadelphie en Pennsylvanie. C'est là qu'il meurt en 1835. Il est enterré à la Christ Church.

## Sources
- « Secretary of State James Brown », Kentucky Secretary of State (consulté le 15 novembre 2015)
- Bayless Hardin, « The Brown Family of Liberty Hall », Filson Club Historical Quarterly, vol. 16, no 2,‎ avril 1942 (lire en ligne [archive du 2 mai 2012], consulté le 15 novembre 2015)

## Source de la traduction
- (en) Cet article est partiellement ou en totalité issu de l’article de Wikipédia en anglais intitulé « James Brown (Louisiana) » (voir la liste des auteurs).